# Electroponera dubia
Electroponera dubia är en myrart som beskrevs av Wheeler 1915. Electroponera dubia ingår i släktet Electroponera och familjen myror. Inga underarter finns listade i Catalogue of Life.